# Ceraeochrysa aroguesina
Ceraeochrysa aroguesina is een insect uit de familie van de gaasvliegen (Chrysopidae), die tot de orde netvleugeligen (Neuroptera) behoort. 
Ceraeochrysa aroguesina is voor het eerst wetenschappelijk beschreven door Navás in 1929.